# Campeonato de España de Ciclismo en Ruta 1914
El XIV Campeonato de España de Ciclismo en Ruta se disputó en Madrid el 19 de junio de 1914 sobre un recorrido de 100 kilómetros.
El ganador de la prueba fue Óscar Leblanc, que se impuso en la línea de llegada al sprint. Antonio Crespo y José Magdalena completaron el podio.

## Clasificación final
| Pos. | Ciclista          | Equipo              | Tiempo    |
| ---- | ----------------- | ------------------- | --------- |
| 1.   | Óscar Leblanc     | Rudge-Whitworth     | 3h 28'45" |
| 2.   | Antonio Crespo    | Gritzner-Hutchinson | m.t.      |
| 3.   | José Magdalena    | Montpeó-Klein       | m.t.      |
| 4.   | Juan Martí        | Sanromá-Continental | m.t.      |
| 5.   | Guillermo Antón   | -                   | m.t.      |
| 6.   | Toribio Aranzadi  | -                   | a 4"      |
| 7.   | Nasaves           | -                   | a 6"      |
| 8.   | Santiago Chávarri | -                   | a 1'47"   |
| 9.   | José Soto         | -                   | a 3'53"   |
| 10.  | Teófilo Mingueza  |                     | a 6'39"   |